# Совка капустная
Совка капустная (лат. Mamestra brassicae) — бабочка семейства совок, распространённые по всей Европе. 
Размах крыльев 34—50 мм. Передние крылья бурые и пятнистые. Задние крылья серые. В течение года появляется два или три новых поколения, взрослые особи можно увидеть с мая по октябрь, а иногда и в другое время года. Ночью бабочки летят к свету, также их привлекает сахар и нектар цветков.
Гусеницы зеленоватые, серо-коричневые или коричневые с темными пятнами. Они вырастают примерно на 25 мм задолго до окукливания. Зимует либо как личинки или как куколки. На заборах, коре деревьев и т.д.
Гусеницы повреждают многие растения из крестоцветных (особенно капусту), бобовые культуры, сахарную свёклу. Всего они питаются растениями более 70 видов из 22 семейств.
|  |  |  |